# Breathitt County
Breathitt County ist ein County im US-Bundesstaat Kentucky. Das U.S. Census Bureau hat bei der Volkszählung 2020 eine Einwohnerzahl von 13.718 ermittelt. Der Verwaltungssitz (County Seat) ist Jackson, das nach Präsident Andrew Jackson benannt wurde. Das County gehört zu den Dry Countys, was bedeutet, dass der Verkauf von Alkohol eingeschränkt oder verboten ist.

## Geographie
Das County liegt im mittleren Osten von Kentucky und hat eine Fläche von 1283 Quadratkilometern ohne nennenswerte Wasserfläche. Es grenzt im Uhrzeigersinn an folgende Countys: Wolfe County, Magoffin County, Knott County, Perry County, Owsley County und Lee County.

## Geschichte
Breathitt County wurde am 8. Februar 1839 aus Teilen des Clay County, Estill County und Perry County gebildet. Benannt wurde es nach dem Gouverneur John Breathitt.
7 Bauwerke und Stätten des Countys sind im National Register of Historic Places eingetragen (Stand 6. September 2017).

## Demografische Daten

Alterspyramide des Breathitt Countys (Stand: 2000)

Nach der Volkszählung im Jahr 2000 lebten im Breathitt County 16.100 Menschen. Davon wohnten 400 Personen in Sammelunterkünften, die anderen Einwohner lebten in 6.170 Haushalten und 4.541 Familien. Die Bevölkerungsdichte betrug 13 Einwohner pro Quadratkilometer. Ethnisch betrachtet setzte sich die Bevölkerung zusammen aus 98,69 Prozent Weißen, 0,39 Prozent Afroamerikanern, 0,09 Prozent amerikanischen Ureinwohnern, 0,29 Prozent Asiaten, 0,02 Prozent Bewohnern aus dem pazifischen Inselraum und 0,08 Prozent aus anderen ethnischen Gruppen; 0,43 Prozent stammten von zwei oder mehr Ethnien ab. 0,66 Prozent der Bevölkerung waren spanischer oder lateinamerikanischer Abstammung.
Von den 6.170 Haushalten hatten 34,1 Prozent Kinder und Jugendliche unter 18 Jahre, die bei ihnen lebten. 55,0 Prozent waren verheiratete, zusammenlebende Paare, 14,2 Prozent waren allein erziehende Mütter, 26,4 Prozent waren keine Familien, 23,8 Prozent waren Singlehaushalte und in 9,0 Prozent lebten Menschen im Alter von 65 Jahren oder darüber. Die Durchschnittshaushaltsgröße betrug 2,54 und die durchschnittliche Familiengröße lag bei 3,00 Personen.
Auf das gesamte County bezogen setzte sich die Bevölkerung zusammen aus 25,5 Prozent Einwohnern unter 18 Jahren, 10,0 Prozent zwischen 18 und 24 Jahren, 28,9 Prozent zwischen 25 und 44 Jahren, 24,0 Prozent zwischen 45 und 64 Jahren und 11,5 Prozent waren 65 Jahre alt oder darüber. Das Durchschnittsalter betrug 36 Jahre. Auf 100 weibliche Personen kamen 97,4 männliche Personen. Auf 100 Frauen im Alter von 18 Jahren alt oder darüber kamen statistisch 92,7 Männer.
Das jährliche Durchschnittseinkommen eines Haushalts betrug 19.155 USD, das Durchschnittseinkommen der Familien betrug 23.721 USD. Männer hatten ein Durchschnittseinkommen von 26.208 USD, Frauen 20.613 USD. Das Prokopfeinkommen betrug 11.044 USD. 28,1 Prozent der Familien und 33,2 Prozent der Bevölkerung lebten unterhalb der Armutsgrenze. Davon waren 42,9 Prozent Kinder oder Jugendliche unter 18 Jahre und 26,8 Prozent waren Menschen über 65 Jahre.

## Orte im County
- Altro
- Barwick
- Bays
- Beech
- Canoe
- Chenowee
- Clayhole
- Copebranch
- Crockettsville
- Dalesburg
- Elkatawa
- Evanston
- Fivemile
- Flintville
- Frozen Creek
- Guage
- Guerrant
- Haddix
- Hardshell
- Houston
- Hurst
- Jackson
- Jetts Creek
- Keck
- Kragon
- Lambric
- Lawson
- Little
- Lost Creek
- Lunah
- Moct
- Morris Fork
- Mountain Valley
- Ned
- Noble
- Noctor
- Oakdale
- Panhandle
- Paxton
- Portsmouth
- Press
- Quicksand
- Rock Lick
- Roosevelt
- Rousseau
- Sebastians Branch
- Sewell
- Shoulderblade
- Simpson
- Stevenson
- Talbert
- Taulbee
- Turkey
- Vancleve
- War Creek
- Watts
- Wells Fork
- Whick
- Widecreek
- Wilhurst
- Wilstacy
- Wolf Coal
- Wolverine